# Obscure Alternatives
Obscure Alternatives (рус. Смутные альтернативы) — второй студийный альбом британской группы Japan, выпущенный 27 октября 1978 года на лейбле Ariola Hansa спустя 7 месяцев после издания дебютного альбома Adolescent Sex. Как и в случае с первым альбомом, Obscure Alternatives оказался коммерчески неудачным в Великобритании, но вместо этого смог обеспечить успех в Японии, где альбом достиг первого места в Топ-20.
В 2004 году альбом был отремастирован и перевыпущен с бонус-треками и видеоклипом на песню Sometimes I Feel So Low.

## Об альбоме
Дебютный альбом группы, Adolescent Sex, не увенчался успехом в британских чартах. В связи с этим Ariola Hansa потребовала от группы записать ещё один альбом, который на этот раз был ориентирован на американский и европейский рынки, где доминировала рок-музыка на радиостанциях. И летом 1978 года началась запись альбома Obscure Alternatives, продюсером которого стал Рэй Сингер. 19 октября был выпущен сингл Sometimes I Feel So Low (в том же месяце он также выходил на обратной стороне сингла Adolescent Sex), а 27 октября состоялся релиз альбома. Obscure Alternatives тоже не увенчался успехом в Великобритании, но занял 21 место в японском хит-параде и 41 в нидерландском.
В 1982 году, уже после распада группы, Дэвид Силвиан в интервью журналу Smash Hits признался, что именно этот альбом должен был стать их дебютной работой:

Я сожалею о первом альбоме, Adolescent Sex, в том смысле, что мы были слишком молоды, слишком наивны, чтобы его делать. Люди вокруг нас должны были это понять и не выпускать его. Второй альбом вполне подошёл бы как дебютный.
Оригинальный текст (англ.)I regret the first album, 'Adolescent Sex', in the sense that we were too young, too naive to make it. The people around us should have realised that and not had it released. The second album is okay as a first album.

Финальная композиция The Tenant стала первым заметным сдвигом в направлении их последующего творческого материала.

## Отзывы критиков
Trouser Press оценил альбом как «неблагоприятный», указав на следующие причины: «не мелодичные песни, неприметное продюсирование. Если быстро прослушать, то вы можете перепутать подражающую юниорскую лигу с The Rolling Stones». Trouser Press пишет, что в альбом «добавлено много клавишных, но группа всё ещё полагается на гудящие гитары и подлый вокал Дэвида Силвиана». Некоторые композиции с альбома содержат элементы регги и фанка.
AllMusic в свою очередь более позитивно оценили альбом: «хоть альбом и не стоит на равных с дебютником, но его вполне можно слушать». Критик Эми Хенсон описала песню «Automatic Gun» как «сияющий подобно косе и шокирующий панк подкреплённый поп-гитарами». Заглавная песня была описана, как «удивительно атмосферная и при этом немного устрашающая», в то время как песню «Love Is Infectious» назвали «ставящую группу в диссонирующий дом арт-пост-панка». «…Rhodesia», — пишет Хансон, — «вернула фанк и привила ему карибскую сущность».

## Список композиций
Все песни написаны Дэвидом Силвианом, за исключением отмеченных.
| №                   | Название                  | Длительность |
| ------------------- | ------------------------- | ------------ |
| 1.                  | «Automatic Gun»           | 4:07         |
| 2.                  | «...Rhodesia»             | 6:48         |
| 3.                  | «Love Is Infectious»      | 4:10         |
| 4.                  | «Sometimes I Feel So Low» | 3:46         |
| 5.                  | «Obscure Alternatives»    | 6:50         |
| 6.                  | «Deviation»               | 3:23         |
| 7.                  | «Suburban Berlin»         | 4:59         |
| 8.                  | «The Tenant»              | 7:14         |
| Общая длительность: | Общая длительность:       | 41:23        |

- Примечания: В оригинальной версии полноформатной пластинки первая сторона содержит треки 1-4, вторая сторона 5-8.

| №   | Название                          | Длительность |
| --- | --------------------------------- | ------------ |
| 9.  | «Deviation (Live)»                | 3:20         |
| 10. | «Obscure Alternatives (Live)»     | 6:05         |
| 11. | «In Vogue (Live)»                 | 6:12         |
| 12. | «Sometimes I Feel So Low (Live)»  | 4:06         |
| 13. | «Sometimes I Feel So Low» (видео) |              |

## Участники записи
| Japan - Дэвид Силвиан — вокал, гитара, микширование - Роб Дин — бэк-вокал, гитара, микширование - Ричард Барбьери — синтезатор, клавишные, микширование - Мик Карн — бэк-вокал, бас-гитара, саксофон («The Tenant»), микширование - Стив Дженсен — бэк-вокал, барабаны, перкуссия, микширование | Технический персонал - Рей Сингер — продюсер, микширование - Крис Цангаридес — звукорежиссёр, микширование - Иэн Купер — мастеринг - Фин Костелло — фотограф |

## Хит-парады
| Год  | Хит-парад           | Высшая позиция |
| ---- | ------------------- | -------------- |
| 1979 | Oricon Albums Chart | 21             |
| 1979 | Dutch Charts        | 41             |